# Surjoux-Lhopital
Surjoux-Lhopital es una comuna nueva francesa situada en el departamento de Ain, de la región de Auvernia-Ródano-Alpes.

## Geografía
Situada al este del departamento, a 10 km al sur de Valserhône.

## Historia
Fue creada el 1 de enero de 2019, en aplicación de una resolución del prefecto de Ain del 3 de diciembre de 2018 con la unión de las comunas de Surjoux y Lhôpital, pasando a estar el ayuntamiento en la antigua comuna de Lhôpital.